# Ryszard Zięba
Ryszard Kazimierz Zięba (ur. 13 czerwca 1950 w Wojciechowie) – polski politolog, profesor zwyczajny, Jean Monnet Chair w Uniwersytecie Warszawskim, wykładowca Wydziału Nauk Politycznych i Studiów Międzynarodowych Uniwersytetu Warszawskiego.

## Życiorys

### Wykształcenie
Maturę zdał w Technikum Ekonomicznym w Janowie Lubelskim. Ukończył studia w Instytucie Nauk Politycznych Uniwersytetu Warszawskiego (UW, 1973). Pracę magisterską napisał na temat Polskiego Stronnictwa Ludowego działającego w Polsce po II wojnie światowej. W 1978 uzyskał doktorat z nauk politycznych na Wydziale Dziennikarstwa i Nauk Politycznych UW na podstawie pracy Polska a traktaty pokojowe z państwami satelickimi III Rzeszy (promotor: Józef Kukułka). W 1998 habilitował się ze stosunków międzynarodowych tamże na podstawie pracy Nowa instytucjonalizacja bezpieczeństwa europejskiego. Od 2001 profesor nadzwyczajny UW. W 2002 otrzymał tytuł profesora, a w 2004 stanowisko profesora zwyczajnego w UW.

### Działalność w ruchu młodzieżowym
Do pewnego etapu życia  łączył pracę naukową z działalnością w ruchu młodzieżowym. W trakcie studiów przewodniczył instytutowemu kołu Związku Młodzieży Wiejskiej. Działał również w Zrzeszeniu Studentów Polskich. Współreaktywował ZMW w 1980; wszedł do Tymczasowego Zarządu Krajowego ZMW. Następnie kierował Komisją Zagraniczną Zarządu Krajowego ZMW w latach 1980–1984. W pierwszej połowie lat 80. publikował na łamach tygodnika ZMW „Zarzewie”, „Chłopskiej Drogi” i w biuletynach ZMW.

### Praca naukowa
Był kierownikiem Zakładu Historii i Teorii Stosunków Międzynarodowych w Instytucie Stosunków Międzynarodowych UW Wydziału Nauk Politycznych i Studiów Międzynarodowych UW (2003-2019), kierownikiem Studium Doktoranckiego na tym wydziale (2008-2012), członkiem Komisji Strategicznego Przeglądu Bezpieczeństwa Narodowego (2010–2012) – powołanej przez prezydenta RP, członkiem Komitetu Narodowego do Spraw Współpracy z Międzynarodowym Stowarzyszeniem Nauk Politycznych (IPSA) przy Wydziale I (Nauk Społecznych) Polskiej Akademii Nauk, ekspertem Narodowego Programu Foresight Polska 2020. Jest członkiem Zespołu nr V: Bezpieczeństwo i Rozwój Człowieka, Komitetu Prognoz "Polska 2000 Plus" przy Prezydium PAN, (ZBiRCz/KomProg/PAN), ekspertem Polskiej Komisji Akredytacyjnej i konsultantem Funduszu Nauki Republiki Serbii. W latach 1997–2004 był członkiem Steering Committee of the Standing Group on International Relations w European Consortium for Political Research; w latach 1996–2006 Koordynatorem Krajowym ds. Polski w Central and East European International Studies Association, a w latach 2004–2007 członkiem Zarządu Głównego Polskiego Towarzystwa Nauk Politycznych. Był stypendystą na George Washington University w Waszyngtonie (1994/1995) i w Instytucie Studiów Bezpieczeństwa Unii Zachodnioeuropejskiej w Paryżu (2000). W 2008 został uhonorowany przez Komisję Europejską grantem Jean Monnet Chair na realizację projektu „The European Union in the International Security System”.
Inicjator otwarcia europeistyki jako nowego kierunku na Wydziale Dziennikarstwa i Nauk Politycznych (obecnie WNPiSM) UW. W 2011, kiedy doszło do formalnego wyodrębnienia w Polsce nauk o bezpieczeństwie, prof. R. Zięba opublikował tekst O tożsamości nauk o bezpieczeństwie (2012), w którym analizował sens wyodrębnienia nowej dyscypliny naukowej.
Poza UW wykładał w Europejskiej Wyższej Szkole Prawa i Administracji (1997–2006), na Wydziale Bezpieczeństwa Narodowego Akademii Obrony Narodowej (2011–2012), na Wydziale Nauk Politycznych i Dziennikarstwa Uniwersytetu im. Adama Mickiewicza (2012–2013).
Jest członkiem rad redakcyjnych kilku czasopism naukowych, np.: Przegląd Politologiczny (UAM), Transformacje (Akademia Leona Koźmińskiego).
Wypromował 390 magistrów i 20 doktorów, wśród nich są Marcin Kaczmarski, Agata Włodkowska-Bagan i Justyna Zając.

## Odznaczenia i upamiętnienia
- Srebrna Honorowa Odznaka ZMW (1972)
- Srebrny Krzyż Zasługi (1984)
- Złota Honorowa Odznaka ZMW (1986)
- Medal za Zasługi dla ZMW (1986)
- Medal Komisji Edukacji Narodowej (2007)
- Medal 100-lecia Uniwersytetu Poznańskiego (2020)
- Bezpieczeństwo międzynarodowe. Polska – Europa – Świat. Księga jubileuszowa dedykowana Profesorowi Ryszardowi Ziębie z okazji czterdziestolecia pracy naukowej (red. Justyna Zając, Marcin Kaczmarski, Agata Włodkowska-Bagan), Wydawnictwo WDiNP UW, Warszawa 2015. Dostępne online.

## Publikacje
Jest autorem licznych publikacji na tematy bezpieczeństwa międzynarodowego, europeistyki, polityki zagranicznej Polski oraz innych państw Europy Środkowej i Wschodniej, a także teorii stosunków międzynarodowych. Opublikował m.in.:
- “Where Does NATO's Enlargement Lead To?”, Transatlantic Policy Quarterly, Vol. 22, No. 1, Spring 2023, pp. 39-51. https://doi.org/10.58867/IBIS9578/ECLI2582
- Ryszard Zięba (red.), Politics and Security of Central and Eastern Europe: Contemporary Challenge, Cham: Springer, 2023, DOI: 10.1007/978-3-031-16419-4, ISBN 978-3-031-16418-7 (ang.). Brak numerów stron w książce
- Poland’s Foreign Policy Under the Rule of the Law and Justice Party, „Siyasal: Journal of Political Sciences”, 31 (1), 2022, s. 11–26, DOI: 10.26650/siyasal.2022.31.940260 [dostęp 2023-02-24] (ang.).
- France–Poland security relations, „French Politics”, 20 (1), 2022, s. 71–94, DOI: 10.1057/s41253-021-00161-x [dostęp 2023-02-24] (ang.).
- Poland's foreign and security policy. Problems of compatibility with the changing international order, Cham 2020, DOI: 10.1007/978-3-030-30697-7, ISBN 978-3-030-30697-7, OCLC 1127393001 (ang.). Brak numerów stron w książce
- „The 20th Anniversary of Poland’s Accession to NATO”, [w:] Daniel S. Hamilton, Kristina Spohr, (Eds.), Open Door: NATO and Euro-Atlantic Security After the Cold War, Washington DC: Paul H. Nitze School of Advanced International Studies Johns Hopkins University 2019, ss. 197-214.
- The Euro-Atlantic Security System in the 21st Century: From Cooperation to Crisis, Springer International Publishing, Cham – Switzerland 2018.
- Bezpieczeństwo międzynarodowe w XXI wieku, redaktor naukowy i współautor, Wydawnictwo Poltext, Warszawa 2018.
- „Główne problemy w stosunkach polsko-rosyjskich”,  Stosunki Międzynarodowe – International Relations, 2018, t. 54, nr 3, ss. 9–34.
- „Teoria bezpieczeństwa państwa ujęciu neorealistycznym”, Studia Politologiczne, 2018, Vol. 49, ss. 13–32.
- „Próby ożywienia polityki bezpieczeństwa i obrony Unii Europejskiej”, Krakowskie Studia Międzynarodowe, 2017, nr 1 (XIV), ss. 35–52.
- Polityka zagraniczna Polski w zmieniającym się ładzie międzynarodowym: wybrane problemy, (współred. Tomasz Pawłuszko), Uniwersytet Jana Kochanowskiego, Kielce 2016
- Teorie i podejścia badawcze w nauce o stosunkach międzynarodowych, (współred. Stanisław Bieleń i Justyna Zając), WDiNP UW, Warszawa 2015.
- „Poland and France: a Cross-Analysis of Security Threats and National Interests”, [w:] Maurice de Langlois (red.), “Vers une nouvelle stratégie européenne de sécurité”, Laboratoires de l’IRSEM, (Institut de recherche stratégique de l’École Militaire), n° 25, Paris, Octobre 2015, ss. 46–54.
- „Międzynarodowe implikacje kryzysu ukraińskiego”, Stosunki Międzynarodowe – International Relations, 2014, t. 50, nr 1–2, ss. 13–40.
- „Poland’s relationship with Russia”, Dossier stratégique: La Pologne, un acteur de la défense européenne, La Lettre de L’IRSEM (Institut de recherche stratégique de l’École Militaire), n° 3-2014.
- „Stosunki polsko-tureckie w dziedzinie bezpieczeństwa”, [w:] Longin Pastusiak (red.), 600 lat stosunków dyplomatycznych Polska-Turcja. Historia i teraźniejszość, Akademia Biznesu i Finansów Vistula, Warszawa 2015, ss. 103–121.
- Polityka zagraniczna Polski w strefie euroatlantyckiej, Wydawnictwa Uniwersytetu Warszawskiego, Warszawa 2013.
- „Bezpieczeństwo polityce zagranicznej RP rządu koalicji Platformy Obywatelskiej i Polskiego Stronnictwa Ludowego”, Stosunki Międzynarodowe – International Relations, 2013, t. 47, nr 1–2, ss. 9–33.
- „International roles of the European Union”, [w:] Rocznik Integracji Europejskiej, (Wydział Nauk Politycznych i Dziennikarstwa, Uniwersytet im. Adama Mickiewicza), nr 6/2012, ss. 63–78
- Budowa zintegrowanego systemu bezpieczeństwa narodowego Polski, (współautorka – Justyna Zając), Ekspertyza wykonana dla Ministerstwa Rozwoju Regionalnego, w ramach prac prowadzonych przez Radę Ministrów nad Strategią Rozwoju Kraju na lata 2011–2020, Warszawa, październik 2010.
- „O tożsamości nauk o bezpieczeństwie”, Zeszyty Naukowe AON, 2012, nr 1 (86), ss. 7–22.
- „Współczesne stosunki polsko-rosyjskie: uwarunkowania, problemy, implikacje”, Przegląd Politologiczny, 2011, nr 3, ss. 35–61.
- Główne kierunki polityki zagranicznej Polski po zimnej wojnie, Wydawnictwa Akademickie i Profesjonalne, Warszawa 2010.
- „Czy w stosunkach polsko-rosyjskich możliwe jest przejście od »polityki historycznej« do »polityki perspektywicznej«?”, Przegląd Zachodni, 2009, nr 3 (332), s. 179–190.
- Bezpieczeństwo międzynarodowe po zimnej wojnie, redaktor naukowy i współautor, Wydawnictwa Akademickie i Profesjonalne, Warszawa 2008.
- Wspólna Polityka Zagraniczna i Bezpieczeństwa Unii Europejskiej, Wydawnictwa Akademickie i Profesjonalne, Warszawa 2007.
- Europejska Polityka Bezpieczeństwa i Obrony, Wydawnictwo Sejmowe, Warszawa 2005.
- Polska w stosunkach międzynarodowych 1945–1989, wspólnie z Justyną Zając, Wydawnictwo Adam Marszałek, Toruń 2005.
- Instytucjonalizacja bezpieczeństwa europejskiego: koncepcje – struktury – funkcjonowanie, (cztery wydania), WN Scholar, Warszawa 1999–2004; nagroda Ministra Edukacji Narodowej 2000.
- Wstęp do teorii polityki zagranicznej państwa, redaktor naukowy, Wydawnictwo Adam Marszałek, Toruń 2004.
- Instytucjonalizacja wielostronnej współpracy międzynarodowej w Europie, współredaktor, WN Scholar, Warszawa 2004.
- Unia Europejska jako aktor stosunków międzynarodowych, WN Scholar, Warszawa 2003.
- Europejska Tożsamość Bezpieczeństwa i Obrony, WN Scholar, Warszawa 2000.
- Nowa instytucjonalizacja bezpieczeństwa europejskiego, Akademia Obrony Narodowej, Warszawa 1998.
- Bezpieczeństwo narodowe i międzynarodowe u schyłku XX wieku, współredaktor, WN Scholar, Warszawa 1997.
- Polityka zagraniczna państwa, współredaktor, Wydawnictwa Uniwersytetu Warszawskiego, Warszawa 1992.
- Leksykon Pokoju. Warszawa: Krajowa Agencja Wydawnicza, 1987. Brak numerów stron w książce (praca zbiorowa)
- Stanowisko Polski w sprawie paryskich traktatów pokojowych 1947 r., Państwowe Wydawnictwo Naukowe, Warszawa 1981; nagroda Polskiego Instytutu Spraw Międzynarodowych 1982.